# Андрущенко, Мефодий Трофимович
Мефодий Тимофеевич Андрущенко (укр. Мефодій Трохимович Андрущенко; 27 июня 1911 год, село Великая Павловка — 11 мая 2007 год, село Великая Павловка, Зеньковский район, Полтавская область, Украина) — колхозник, комбайнёр колхоза «Красный партизан» Зеньковского района Полтавской области, Украинская ССР. Герой Социалистического Труда (1966).

## Биография
Родился 27 июня 1911 года в крестьянской семье в селе Великая Павловка. В 1922 году окончил начальную школу в родном селе.
С 1934 года трудился разнорабочим колхоза «Красный партизан» в селе Великая Павловка. В этом же году направлен на курсы трактористов на Зеньковскую МТС. По окончании этих курсов с 1935 года работал трактористом Зеньковской МТС. Окончил курсы комбайнёров в городе Хорол (1936). Работал комбайнёром на Зеньковской МТС. После начала Великой Отечественной войны работал в эвакуации бригадиром тракторной бригады, комбайнёром на Долинской МТС Краснокутского района Саратовской области.
После возвращения из эвакуации продолжил работать трактористом и комбайнёром Зеньковской МТС и с 1958 по 1971 года — комбайнёром колхоза «Красный партизан» Зеньковского района.
В 1966 году удостоен звания Герой Социалистического Труда за успехи в увеличении производства и заготовки пшеницы, ржи, гречихи, проса, кукурузы и других зерновых и кормовых культур.
В 1971 году вышел на пенсию. Скончался в 2007 году в родном селе.
В честь Мефодия Андрущенко в селе Великая Павловка в 2009 году была установлена мемориальная доска.

## Награды
- Герой Социалистического Труда — указом Президиума Верховного Совета СССР от 23 июня 1966 года
- Орден Ленина